# Thalys
Thalys var et højhastighedstognetværk bygget op omkring højhastighedslinjen mellem Paris og Bruxelles. Sporet deles med Eurostartogene, der kører fra Paris eller Bruxelles til London via Lille og Channel Tunnel. Systemet brugte to modeller af tog PBA og PBKA, der begge tilhører TGV (train à grande vitesse)-familien af højhastighedstog bygget af Alstom i Frankrig, selvom de ikke er identiske med de franske TGV togsæt.
Efter Bruxelles, er hovedbyerne på linjen Antwerpen, Haag, Rotterdam, Amsterdam, Liège, Aachen og Köln.

## Eksterne links
- Thalys.com Den officielle Thalys side til PC
- Thalys.mobi Arkiveret 10. december 2011 hos  Wayback Machine Den officielle Thalys side til mobiltelefoner